# Frederik Hegel

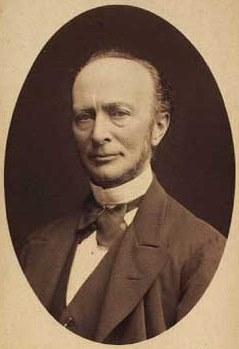
Frederik Hegel (1876). Fotografia di Hansen, Schou & Weller

Frederik Hegel (Fredensborg, 11 maggio 1817 – Copenaghen, 27 dicembre 1887) è stato un editore, letterato e tipografo danese, curatore dei "quattro grandi" della letteratura norvegese.

## Biografia
All'età di quindici anni, incominciò a lavorare con la casa editrice Gyldendalske Boghandel di Copenaghen, della quale assunse la direzione nel 1832, subentrando nel 1850 al fondatore Jacob Deichman come unico proprietario. 
Sotto la sua guida, la Gyldendal pubblicò vari dizionari, periodici e libri scolastici, e molti dei più importanti scrittori norvegesi, tra i quali: Bjørnson, Ibsen, Kielland, Lie e Asbjørnsen.
Nel 1853 fu dato alle stampe il primo dizionario bilingue inglese-danese a cura di Hos Rösing, un volume di 620 pagine, ricco di termini tecnici e dialettali, che raggiunge la sesta edizione nel 1899, anno della morte. Esso fu il completamente del primo tomo danese-inglese pubblicato sempre dalla Glydendal nel 1845, a cura di Ferrall e Repp. Nel 1855, uscì a Christiania (Oslo) la prima edizione del dizionario bilingue norvegese-inglese di Ivar Gelmuyden, sostanzialmente simile all'opera di Rösing.
Il 24 gennaio 1846 si sposò con Elisabeth Ulrikke Eleonore Bagge, sua amica d'infanzia. L'unico figlio, Jacob Hegel, entrò in affari a partire dal 1877, rilevando l'eredità del padre. Soltanto nel 1947 la casa editoriale fu ceduta al grossista Knud W. Jensen, che in seguito fondò anche il Museo d'Arte della Louisiana.

## Attività
Appena fondata nel 1925, la casa editrice norvegese Gyldendal acquisì i diritti d'autore in cambio di quote del capitale sociale dei cosiddetti "quattro grandi" della letteratura norvegese: Henrik Ibsen, Bjørnstjerne Bjørnson, Alexander Kielland e Jonas Lie, fatto visto anche come un obbligo morale rispetto alla cultura nazionale, in particolare per Ibsen che era l'autore più noto all'estero e che nutriva una corrispondenza personale con Hegel,  suo rappresentante letterario.
La Gyldendal pubblicò la prima edizione del poema The Wild Duck (nel 1881) e del dramma The Ghost (nel 1884), per il quale Ibsen discusse il titolo con Hegel. Il tema della sifilide, affrontato nell'opera, destò l'indignazione sia della stampa conservatrice sia di quella liberale dell'epoca. Già in una lettera del 1867, Ibsen fece uno dei pochi accenni alla sua relazione con Søren Kierkegaard, dal punto di vista letterario, prendendo le distanze dai critici letterari che assimilavano lo stile dei  suoi primi poemi e drammi all'estetica di vita dello scrittore danese. Dichiarò di aver letto poco e compreso ancora meno di lui, negando contestualmente l'influenza di altri autori.
Un'operazione altrettanto conveniente fu l'acquisizione dei diritti e la partecipazione di Peter Christen Asbjørnsen, Jørgen Moe e Knut Hamsun, del quale sarebbe stata rifiutata la pubblicazione di Sult nel 1890. 

A partire dal 1860, forte delle sue notevoli capacità organizzative e imprenditoriali, Hegel divenne l'editore praticamente di tutti i più noti scrittori di narrativa danese-norvegese, ai quali si unì in stretta amicizia con molti altri letterati.